# Жінки в Польщі
Характер польських жінок сформований історією, культурою та політикою Польщі. Польща має довгу історію феміністичного активізму і була однією з перших країн Європи, яка надала жінкам виборче право. На неї також сильно впливають консервативні соціальні погляди католицької церкви.

## Спорт
Польські жінки посідають особливе місце у спорті країни. Три перші місця за кількістю перемог у щорічному конкурсі на звання найпопулярнішого спортсмена «Плебісцит спортивний» займають жінки. Серед найвидатніших польських спортсменок — Юстина Ковальчик (вигравала титул п'ять разів поспіль), Ірена Шевінська (тричі поспіль) та Станіслава Валасевич (тричі поспіль, загалом чотири рази). Іґа Свьонтек була визнана польською спортивною особистістю року у 2023 році. На літніх Олімпійських іграх 2016 року в Ріо-де-Жанейро Польщу представляла 101 спортсменка. Вони завоювали вісім з одинадцяти медалей для Польщі, в тому числі дві золоті.

## Видатні полячки в польській історії
Серед важливих жінок у ранній польській історії — Святослава Сватава (іноді її плутають із Сіґрід Гордою або Ґунгільдою; також відома як Сторрада), донька Мешка I та Дубрави Богемської; Катерина Яґеллонка; сама Дубрава (дружина Мешка I), дочка герцога Богемії; королева Ядвіґа, дочка угорського короля та Варвари Радзивілл, королеви Польщі та дружини Сиґізмунда II Авґуста, останнього монарха чоловічої статі з династії Яґеллонів. В епоху Просвітництва виділяються дві жінки: Барбара Санґушкова, господиня, письменниця і філантроп, та її онука, Текла Тереза Лубенська, письменниця і мати магнатської династії. Емілія Плятер була ранньою революціонеркою, пов'язаною з Листопадовим повстанням. У музиці композиторка і піаністка Марія Шимановська здобула визнання від Санкт-Петербурга до Лондона. Марія Склодовська була лауреаткою Нобелівської премії, яка переїхала до Франції наприкінці XIX століття. Ґабріеля Запольська, Еліза Ожешко, Марія Домбровська, Зоф'я Налковська, Марія Павликовська-Ясноржевська та Зузанна Ґінчанка вважаються важливими жіночими постатями в польській літературі XIX та XX століть. Багато видатних жінок зробили свій внесок у рух за незалежність Польщі на зорі XX століття. Серед них активістка і військова офіцерка Александра Заґурська, секретна агентка часів Другої світової війни Кристина Скарбек і здебільшого забута Ванда Ґерц, а також Анна Валентинович, співзасновниця антикомуністичної «Солідарності». Віслава Шимборська — польська поетеса, лауреатка Нобелівської премії 1996 року. Серед видатних польських художниць — Ольга Бознаньська, Анна Білінська, Тамара де Лемпицька, Зоф'я Стриєнська, Маґдалена Абаканович та Аліна Шапочніков.

## Аборти
У 2020 році Конституційний Трибунал Польщі постановив, що аборт через вади розвитку плоду є неконституційним.
З 2023 року аборт у Польщі дозволений у випадках зґвалтування, а також у разі загрози життю або здоров'ю жінки.